# جيف رولاند
جيف رولاند (بالإنجليزية: Jeff Ruland)‏ مواليد 16 ديسمبر 1958 في باي شور، هو لاعب كرة سلة أمريكي سابق أصبح مدرباً. بدأ مسيرته الاحترافية في سنة 1980. تم اختياره من قبل فريق غولدن ستايت ووريورز خلال الدرافت. يبلغ طوله 6 قدم 11 بوصة (2.1 م). اعتزل اللعب في 1993. أحرز خلال مسيرته في الإن بي إيه 5763 نقطة بمعدل 17.4 نقطة في المباراة الواحدة.

## المسيرة الاحترافية
لعب مع نادي برشلونة لكرة السلة في الدوري الإسباني في موسم 1980–1981، ثم لعب مع واشنطن ويزاردز من سنة 1981 إلى 1986، ثم لعب مع فيلادلفيا سفنتي سيكسرز من سنة 1986 إلى 1992، ثم لعب مع ديترويت بيستونز في موسم 1992–1993.

## روابط خارجية
- جيف رولاند على موقع إن بي أي (الإنجليزية)
- جيف رولاند على موقع سبورتس رفرنس (الإنجليزية)
- جيف رولاند على موقع كلية كرة السلة في سبورتس رفرنس.كوم (الإنجليزية)
- جيف رولاند على موقع ريلجم (الإنجليزية)
- جيف رولاند على موقع بروبوليرز (الإنجليزية)
- جيف رولاند على موقع سبورتس رفرنس (الإنجليزية)
- جيف رولاند على موقع كلية كرة السلة في سبورتس رفرنس.كوم (الإنجليزية)